# Eastgate Berlin
Das Eastgate ist ein im Jahr 2005 eröffnetes Einkaufszentrum am Marzahner Tor im Berliner Ortsteil Marzahn, gebaut im Auftrag der Unternehmensgruppe ECE Projektmanagement. Bei seiner Einweihung war es das größte Einkaufszentrum in den östlichen Bezirken Berlins. Es dient als Einkaufs- und Erlebniszentrum für das Einzugsgebiet Marzahn und Hellersdorf und beschäftigt rund 1000 Mitarbeiter. Für den Bau wurden ein Komplex aus Post- und Dienstleistungswürfel sowie das Kaufhaus Marzahner Tor abgerissen, die 1987/1988 für den damals neuen Stadtbezirk errichtet worden waren.

## Beschreibung und Angebote

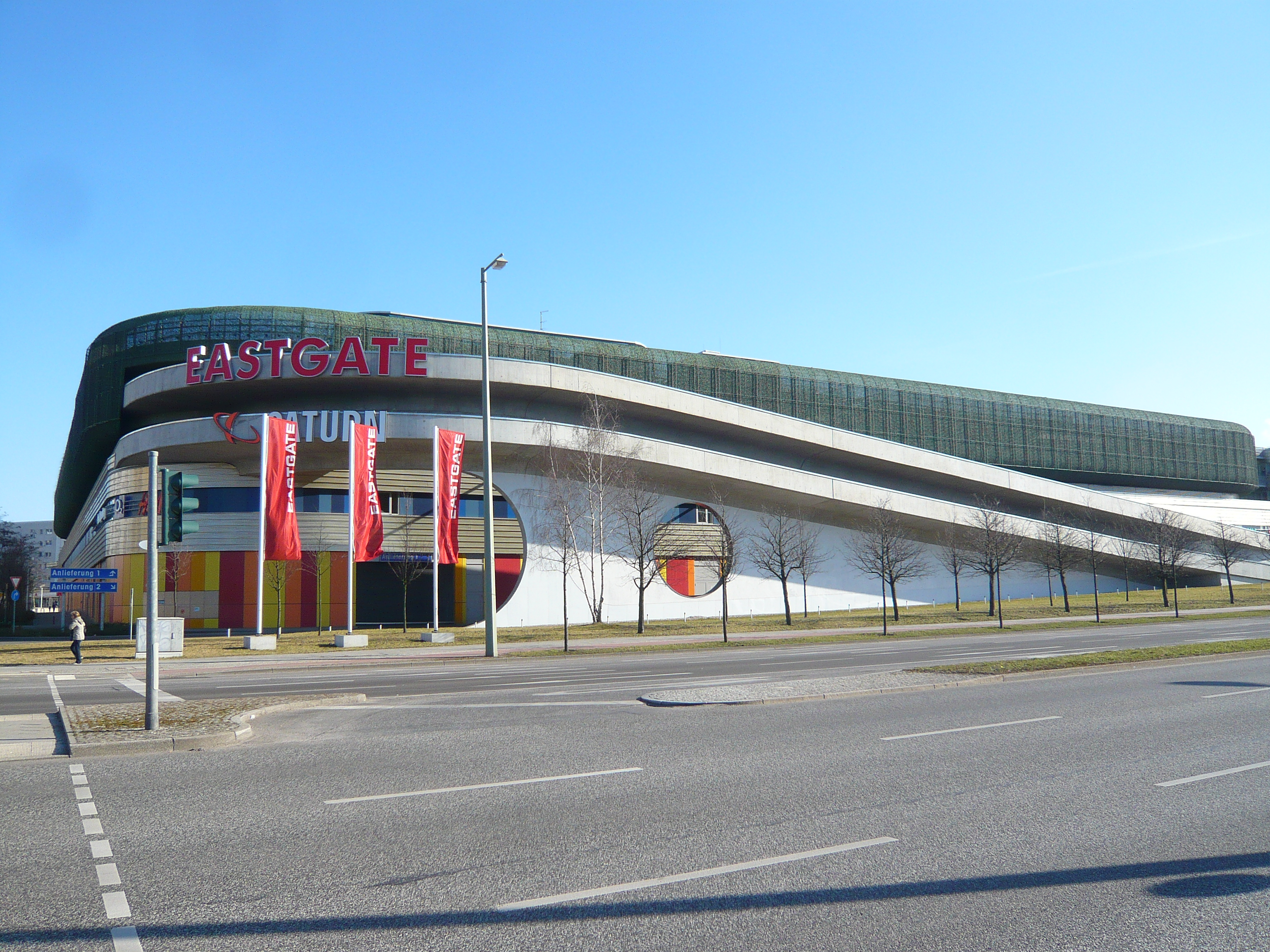
Das Eastgate von Westen gesehen

Das Eastgate ist in futuristischer Architektur auf fast quadratischer Grundfläche mit auf dem Dach integrierten Parkplätzen ausgeführt. Die architektonische Gestaltung erfolgte nach Plänen der Bürogemeinschaft Jost Hering, Klaus M. Hoffmann, Ragna Carstens und Enno Schmacker aus Hamburg, die Ausführungsplanung besorgten npp Noack Planung und Projektentwicklung GmbH aus Dresden. Die Bauausführung lag in den Händen von Wayss & Freytag Schlüsselfertigbau AG, Bereich Einkaufszentren aus Göttingen. Vom ersten Spatenstich am 28. November 2003 über das Richtfest im Frühjahr 2005 dauerte der Bau bis zu seiner Einweihung keine zwei Jahre.

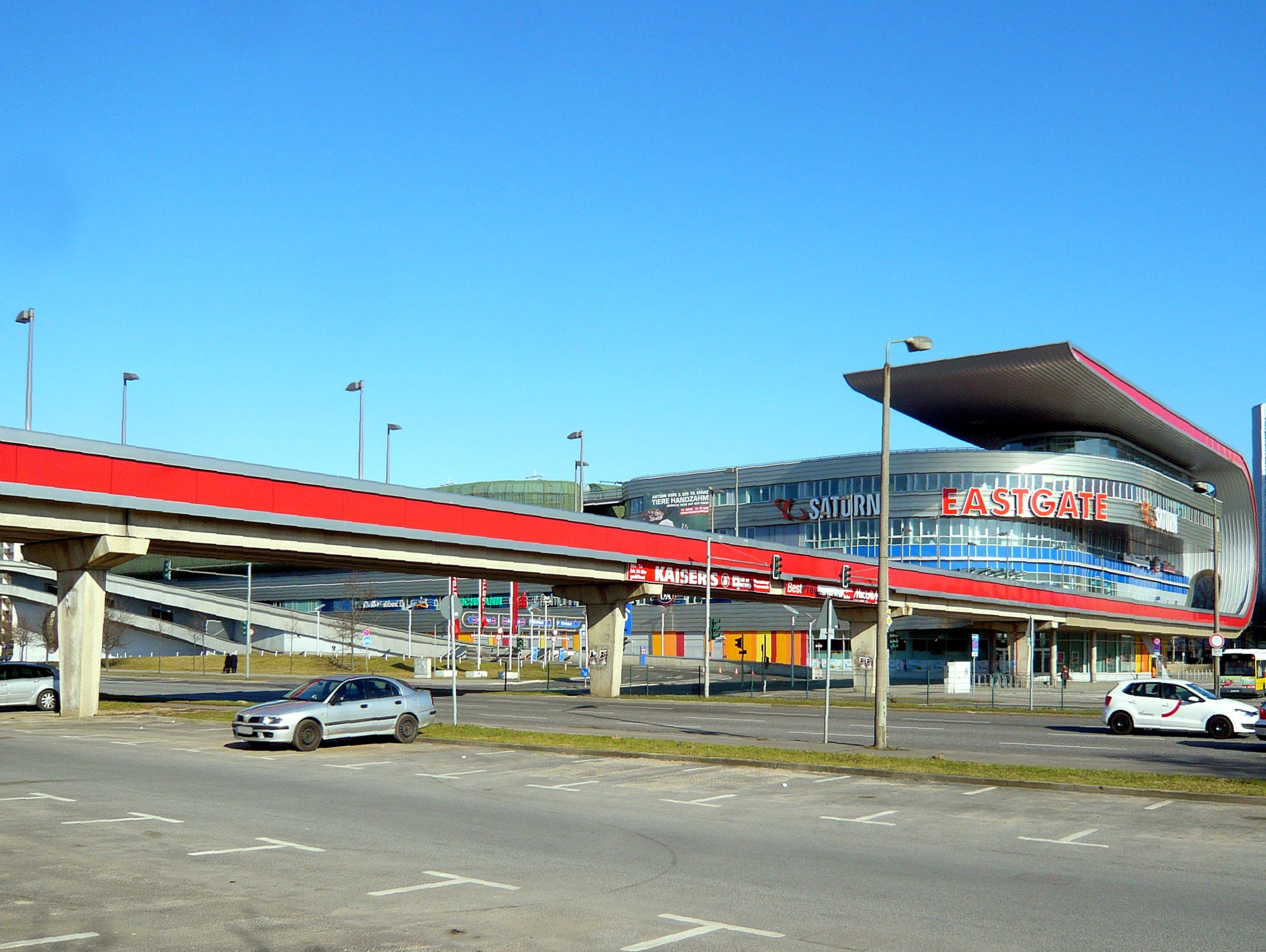
Eastgate komplett mit Anbindung an den S-Bahnhof

Die Flanierebenen befinden sich auf zwei Verkaufsetagen. Bekannte Bekleidungsmarken wie C&A, H&M, Peek & Cloppenburg, Deichmann oder New Yorker haben sich eingemietet, des Weiteren Elektronikgeschäfte (Saturn), Lebensmittelläden (Rewe), Boutiquen und zahlreiche andere Fachgeschäfte aus den Bereichen Kosmetik, Schmuck, Optik, Buchhandel usw. Das Einkaufen kann mit dem Besuch von Gaststätten und Cafés verbunden werden, die insgesamt 3000 m² Fläche belegen. Zwei großzügige über alle Etagen reichende Rotunden mit Durchmessern von rund 30 Metern, eine Event Plaza mit Open-Air-Bühne, Brunnen mit Wasserspielen sowie ein Kinderparadies bilden die Attraktionen in dem Gebäude, zusammen mit saisonalen Dekorationen. Hier werden Modenschauen, Musikfestivals, Sportvergleiche wie Straßenfußball, Beach-Volleyball oder Freeclimbing und andere Kulturveranstaltungen organisiert und dargeboten. Das gesamte Center ist barrierefrei gestaltet.
Zusätzlich zu den Geschäften sind rund 1400 m² Büro- und Praxisflächen vorhanden.
Das Centermanagement gibt eine regelmäßige Kundenzeitschrift heraus, die als Beilage zu den Berliner Abonnementtageszeitungen in die Haushalte kommt. Seit einiger Zeit ist noch eine spezielle Kinderzeitschrift hinzugekommen (Galino – Das Kindermagazin) und die hauseigene Zeitung wurde neu gestaltet.
Ein neu geschaffener Platz mit dem Busbahnhof Marzahn unmittelbar vor dem Eastgate wurde am 28. April 2012 eröffnet.
In unmittelbarer Nachbarschaft zum Eastgate gibt es die eher kleinteiligen Angebote der Geschäfte auf der Marzahner Promenade und das Freizeitcenter Le Prom, das unter anderem die UCI Kinowelt am Eastgate, eine Bowling-Einrichtung und mehrere Restaurants beherbergt.